# Tricondyloides persimilis
Tricondyloides persimilis là một loài bọ cánh cứng trong họ Cerambycidae.